# Brestnitsa (Lovetsj)
Brestnitsa (Bulgaars: Брестница) is een dorp in Bulgarije. Het is gelegen in de gemeente Jablanitsa in de oblast Lovetsj. Het dorp ligt hemelsbreed 42 km ten westen van de stad Lovetsj en 82 km ten noordoosten van de hoofdstad Sofia.

## Bevolking
Op 31 december 2020 telde het dorp Brestnitsa 1.027 inwoners, een lichte stijging ten opzichte van 1.022 inwoners in 2011, maar een daling ten opzichte van het maximum van 1.332 personen in 1965.
| Bevolkingsontwikkeling tussen 1934 en 2020          |
| --------------------------------------------------- |
|                                                     |
| Bron: Nationaal Statistisch Instituut van Bulgarije |

Het dorp heeft een gemengde bevolkingssamenstelling: ongeveer de helft van de bevolking bestaat uit etnische Bulgaren, terwijl de overige helft uit etnische Roma bestaat. In 2011 identificieerden 414 van de 835 ondervraagden zichzelf als "etnische Bulgaren" (49,6%), terwijl 409 ondervraagden zichzelf "Roma" noemden (49,0%). Daarnaast identificeerden 4 ondervraagden zichzelf als etnische "Turken".
| Etnische samenstelling van de respondenten (2011) | Etnische samenstelling van de respondenten (2011) | Etnische samenstelling van de respondenten (2011) | Etnische samenstelling van de respondenten (2011) | Etnische samenstelling van de respondenten (2011) |
| ------------------------------------------------- | ------------------------------------------------- | ------------------------------------------------- | ------------------------------------------------- | ------------------------------------------------- |
|                                                   |                                                   |                                                   |                                                   |                                                   |
| Bulgaren                                          | Bulgaren                                          |                                                   | 49,6%                                             | 49,6%                                             |
| Turken                                            | Turken                                            |                                                   | 0,5%                                              | 0,5%                                              |
| Roma                                              | Roma                                              |                                                   | 49,0%                                             | 49,0%                                             |
| Anders/Onbekend                                   | Anders/Onbekend                                   |                                                   | 0,9%                                              | 0,9%                                              |

## Afbeeldingen

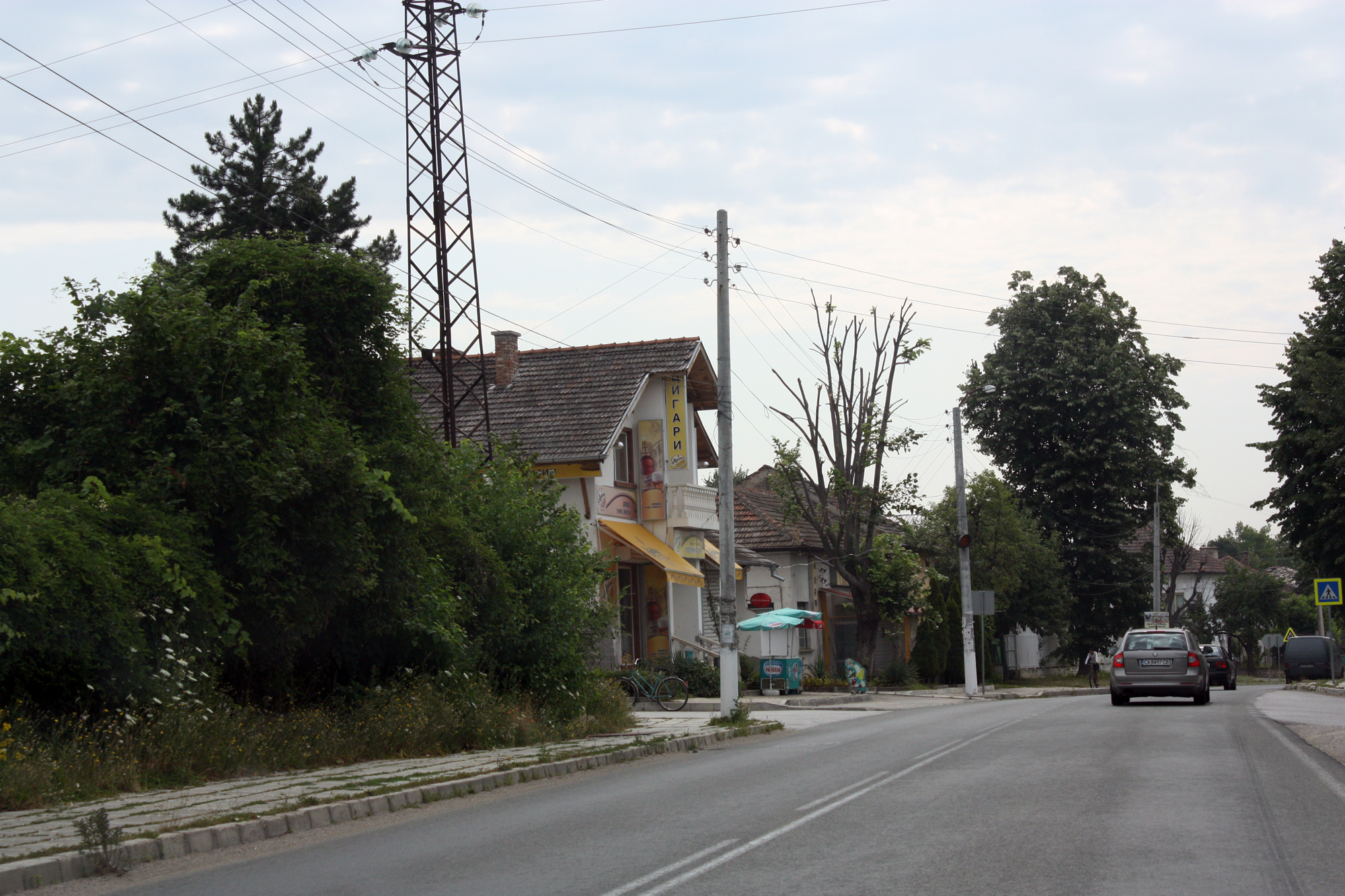
De weg tussen Sofia-Varna loopt door het dorp
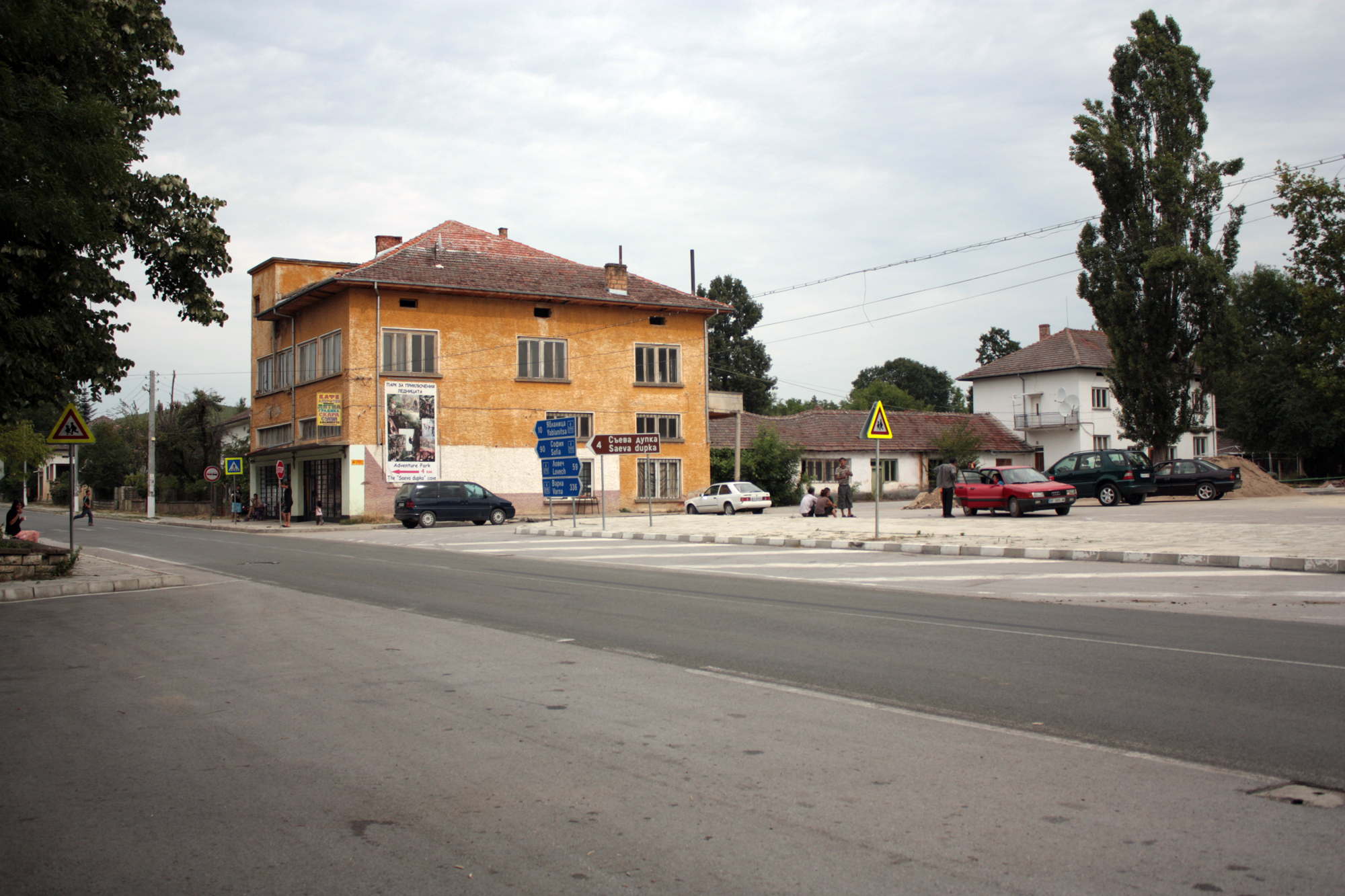
Het centrum
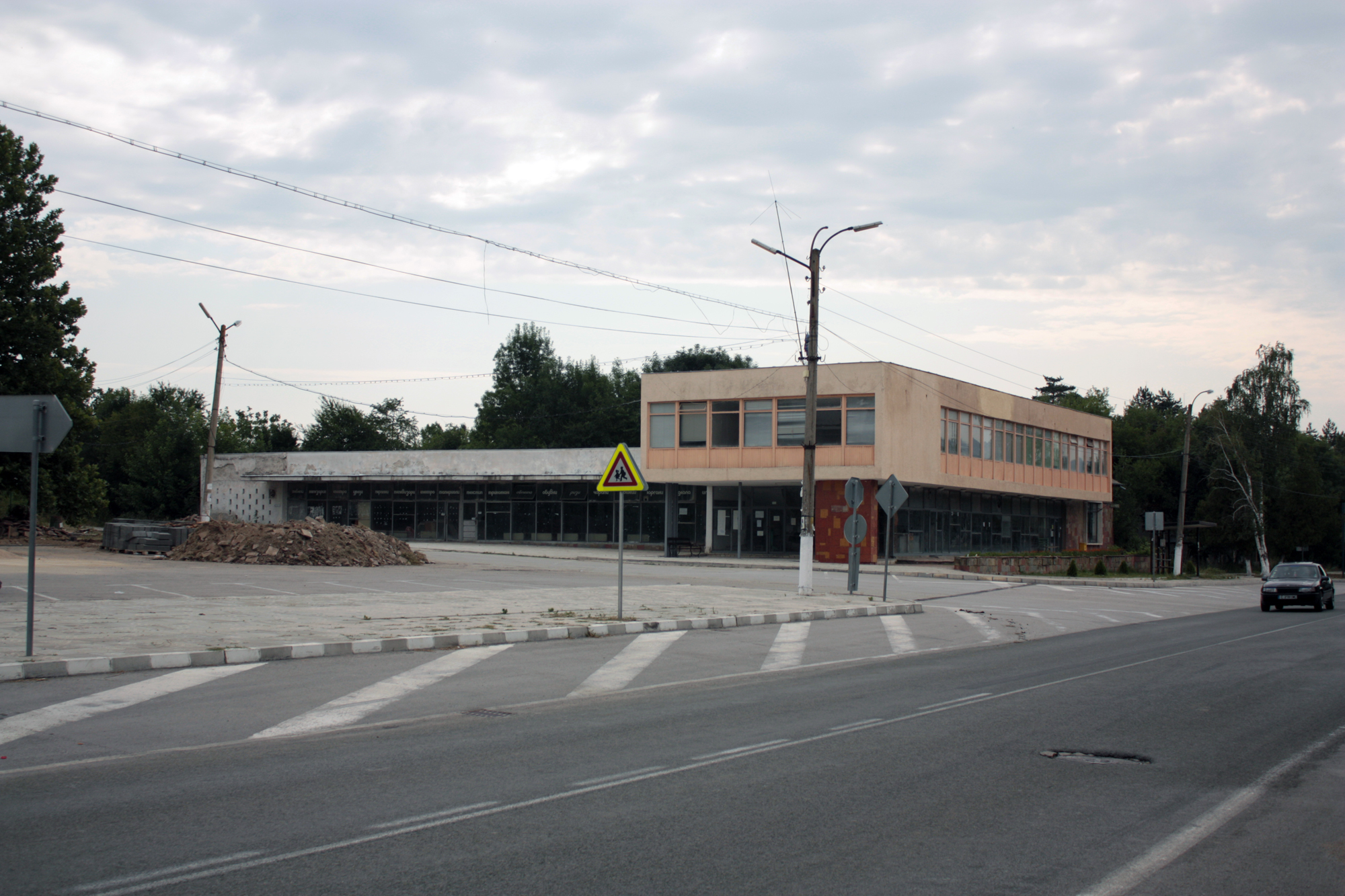
Oostzijde van het dorp
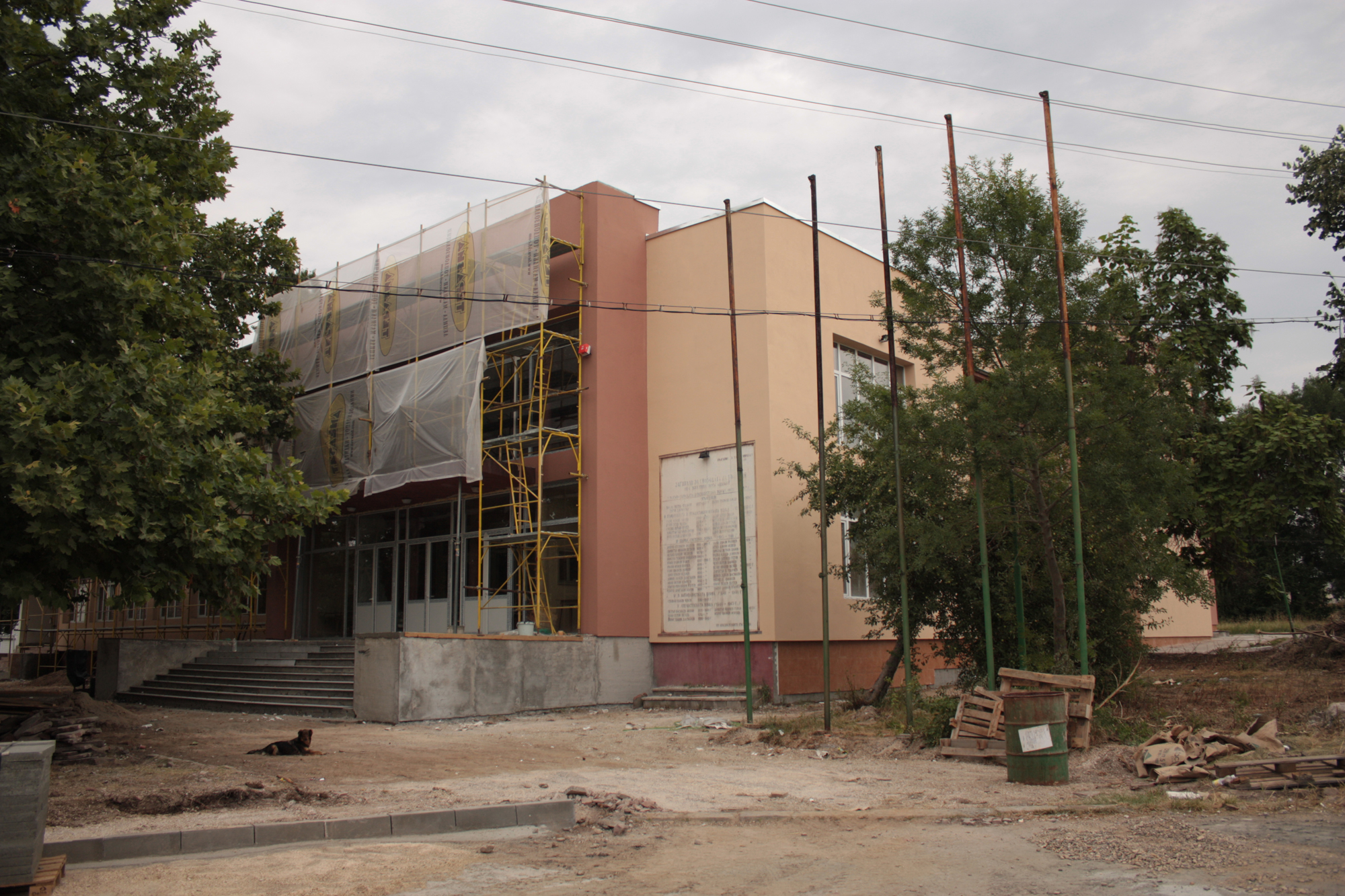
Het dorpshuis